# Carlsburg (Lehe)
Carlsburg oder Carlstadt (auch Karlsburg oder Karlstadt) stellt den gescheiterten schwedischen Versuch dar, Ende des 17. Jahrhunderts eine Festungsstadt an der Mündung der Geeste in die Weser (dem Standort des späteren Bremerhaven) zu errichten. Nach vergeblichen Gründungsversuchen in den 1670er und 1680er Jahren wurde das Projekt im Jahr 1700 aufgegeben.

## Ausgangslage

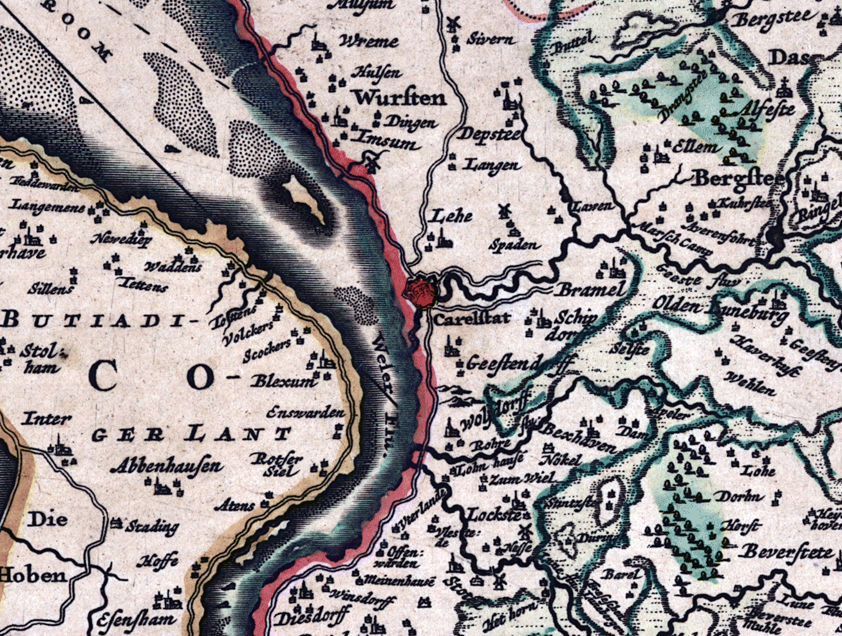
Die Wesermündung Ende des 17. Jahrhunderts

Mit dem Westfälischen Frieden wurden seit 1648 die Hoheitsrechte des ehemaligen Erzstifts Bremen sowie des Hochstifts Verden als Herzogtümer Bremen und Verden als Teil des Heiligen Römischen Reichs von dem Königreich Schweden wahrgenommen. Bis zum endgültigen Verlust der Hoheit über dieses Gebiet im Jahre 1712 stellten die Herzogtümer als Exklave die westlichste Besitzung Schwedens in Mitteleuropa dar und wurden als strategisch wichtiges Territorium im Kampf um die militärische und wirtschaftliche Vorherrschaft an der Nordsee – vor allem gegen Dänemark – betrachtet.
Schweden besaß in diesem Gebiet jedoch keine bedeutenden Hafenstädte und nur kleinere Befestigungen. Darüber hinaus war der Versuch, Bremen in schwedische Hand zu bringen, im Ersten Bremisch-Schwedischen Krieg 1654 wie auch im Zweiten Bremisch-Schwedischen Krieg 1666 gescheitert. Nach dem Friedensschluss mit der Hansestadt kam daher der Plan auf, durch die Gründung einer neuen Hafen- und Festungsstadt direkt an der Wesermündung einen eigenen Stützpunkt zu schaffen und gleichzeitig Bremen zu schaden. Als Vorbild für dieses Unternehmen diente vermutlich die dänische Gründung von Glückstadt an der Elbe, um Hamburg Konkurrenz zu machen.

## Erster Gründungsversuch

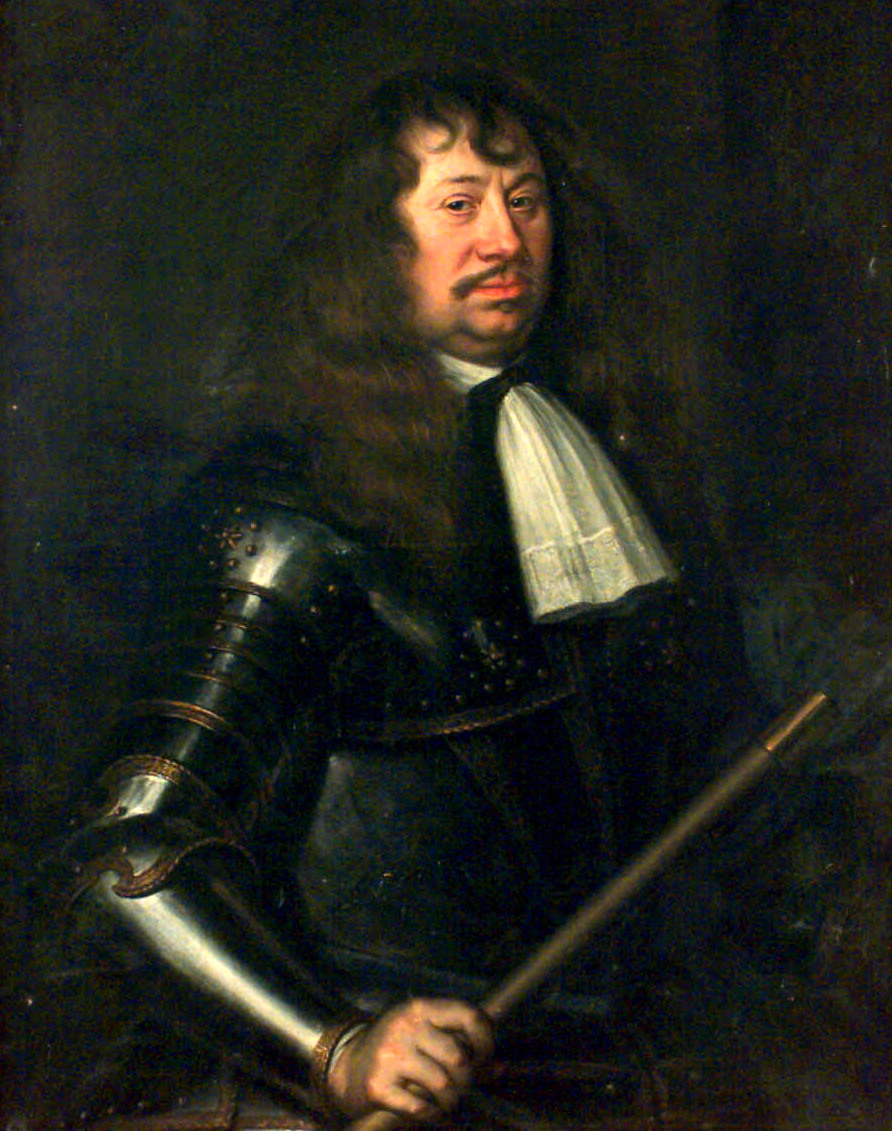
Der schwedische Feldmarschall und Staatsmann Carl Gustav Wrangel

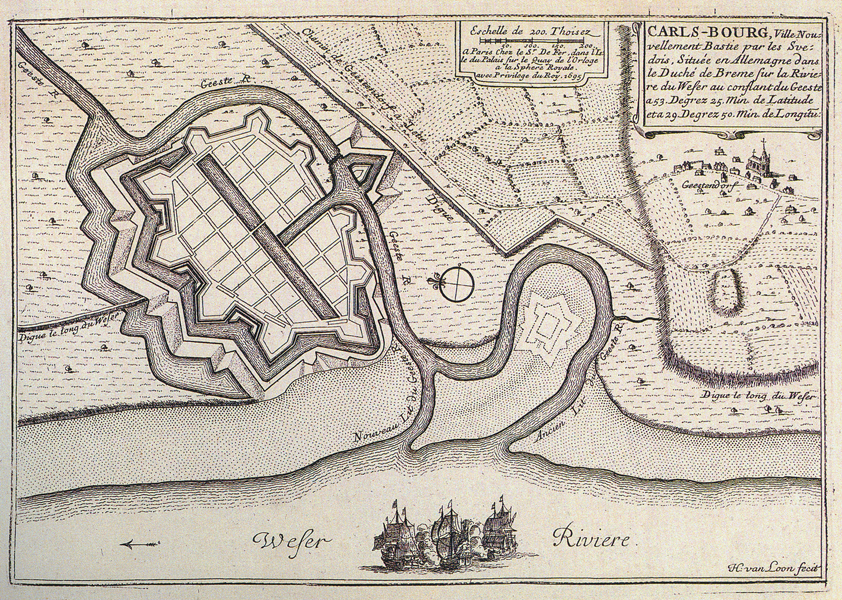
Der Plan Carlsburgs nach dem Entwurf von Jean Mell. In der letzten Schleife der Geeste ist noch die ehemalige Leher Schanze verzeichnet

Vorangetrieben wurde die Idee der Anlage einer befestigten Handelsstadt an der Weser vor allem von Feldmarschall Carl Gustav Wrangel und dem Generalgouverneur der Herzogtümer Bremen und Verden Henrik Horn. Mit Zustimmung der schwedischen Regentin Hedwig Eleonora wurden 1670 Festungsbauingenieur Dionys Bredekow und Jean Mell, Festungsbaumeister und Generalquartiermeister in den norddeutschen Besitzungen Schwedens, beauftragt, Grundrisse für eine Planstadt zu entwickeln.
Bredekows Entwurf sah eine fast kreisförmige Festungsstadt auf einer Anhöhe südlich der Geeste vor (nahe dem Ort Geestendorf), wobei er sowohl ein strahlenförmiges, als auch ein schachbrettartiges Straßenraster in Betracht zog. Der Hafen dieser Siedlung hätte direkt an der Geeste gegenüber der ehemaligen Leher Schanze gelegen, einer kleinen Redoute, die 1639 vom Bremer Erzbischof Friedrich II. angelegt worden war.
Mells Entwurf – der schließlich ausgewählt wurde – bevorzugte eine Stadtgründung mit ovalem Grundriss in der Ebene nördlich des Flusses (nahe dem Ort Lehe), umgeben von einer Befestigung mit zehn Bastionen. Im Inneren der Stadt mit schachbrettartig angelegtem Straßenraster sollte ein mit der Geeste verbundener Kanal als geschützter Binnenhafen dienen. Der Bau der nach dem schwedischen König Karl XI. „Carlsburg“, beziehungsweise „Carlstadt“ benannten Ansiedlung wurde 1672 mit umfangreichen Erdarbeiten für die Gräben und Wälle des Befestigungsrings begonnen. Außerdem wurde vor der letzten Schleife der Geeste ein künstlicher Durchstich vorgenommen, so dass diese direkt bei der Stadt in die Weser mündete. Für diese Arbeiten wurden die Einwohner des benachbarten Lehe zu sogenannten „Hand- und Spanndiensten“ verpflichtet. Kommandant der Garnison wurde Jean Mell selbst, Bürgermeister Johann Besser.
Durch den im selben Jahr beginnenden Holländischen Krieg, in dem Schweden als Verbündeter Frankreichs involviert war, standen weniger Mittel zur Verfügung als ursprünglich vorgesehen, und die Arbeiten kamen nur langsam voran. Dennoch wurde 1674 der königlich-schwedische Architekt Nicodemus Tessin der Ältere damit beauftragt, Detailentwürfe für Straßenzüge und die Anordnung der öffentlichen Bauten Carlsburgs anzufertigen. Tessins Entwurf sah die Unterteilung der Stadt in ein größeres lutherisches Viertel (die evangelisch-lutherische Kirche war die schwedische Staatskirche) und ein kleineres reformiertes Viertel vor. Darüber hinaus wollte man aber auch Anhängern anderer Bekenntnisse – wie Katholiken aus England und Juden – die Ansiedlung in Carlsburg ermöglichen.

## Belagerung Carlsburgs

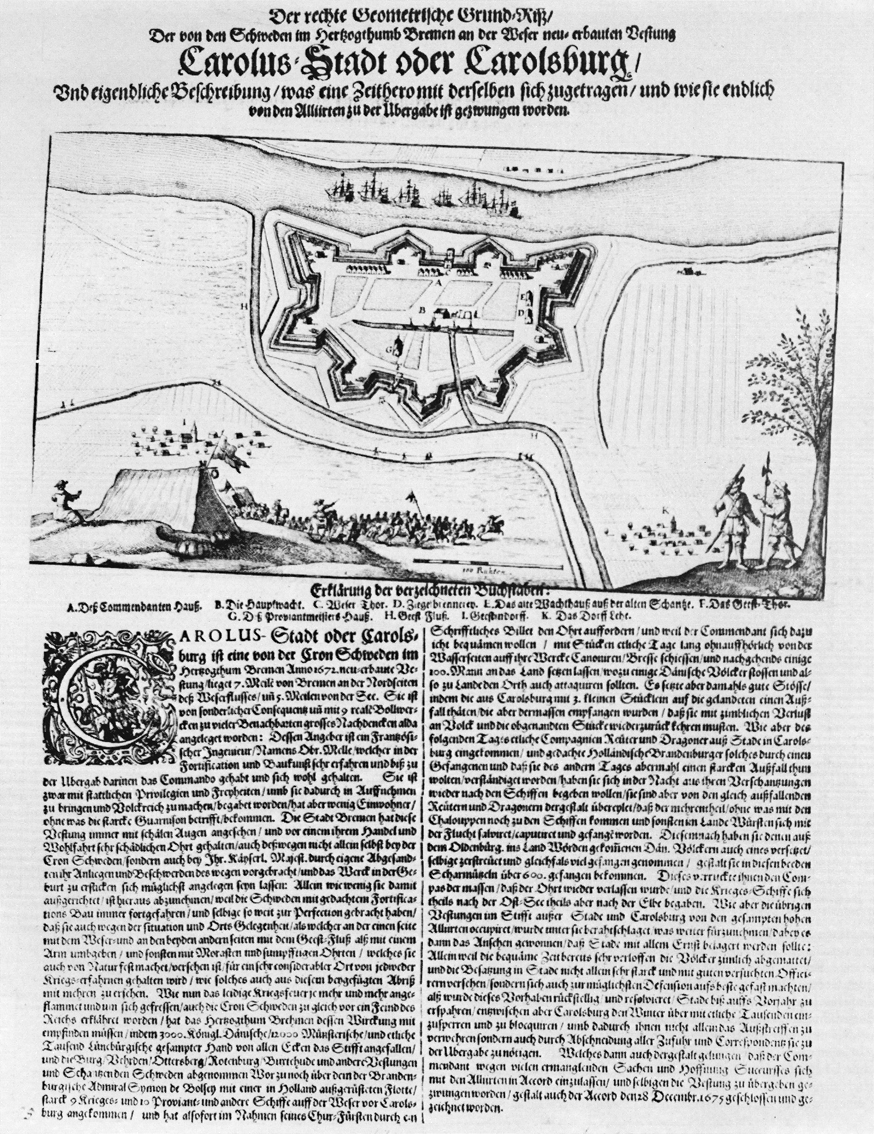
Flugblatt zur Belagerung Carlsburgs 1675/1676

Bevor die Bebauungs- und Besiedlungspläne für Carlsburg realisiert werden konnten, mussten die Bautätigkeiten im Jahr 1675 abgebrochen werden, als eine Allianz aus Brandenburg-Preußen, dem Fürstentum Lüneburg, dem Hochstift Münster und Dänemark die schwedischen Gebiete in Norddeutschland während des Bremen-Verdener Feldzugs angriff. Über den genauen Zustand des Ausbaus der Stadt und des Hafens zu diesem Zeitpunkt ist wenig bekannt. Vermutlich standen neben den Quartieren für die schwedische Garnison, dem Haus des Kommandanten, dem Haus des Proviantmeisters und einer Ziegelbrennerei nur wenige weitere Gebäude. Auch die Anzahl der Zivilisten in der Stadt war noch sehr gering. Die Befestigungen der Stadt waren allerdings bereits so weit fertiggestellt, dass die schwedische Besatzung mit 600 bis 800 Mann und 72 Geschützen eine erste Blockade der Stadt durch brandenburgische Schiffe und dänische Truppen erfolgreich abwehren konnte.
Als Carlsburg ab Ende Oktober 1675 ein zweites Mal belagert wurde, musste Mells dezimierte, durch Nahrungsmangel und Krankheiten geschwächte Garnison im Januar 1676 vor münsterischen und lüneburgischen Truppen unter Feldmarschall Gustav Wilhelm von Wedel schließlich kapitulieren. Nach der Übergabe wurde die Festung teilweise demoliert; weitere Schäden an den Strukturen entstanden in der Folge durch Hochwasser.

## Zweiter Gründungsversuch

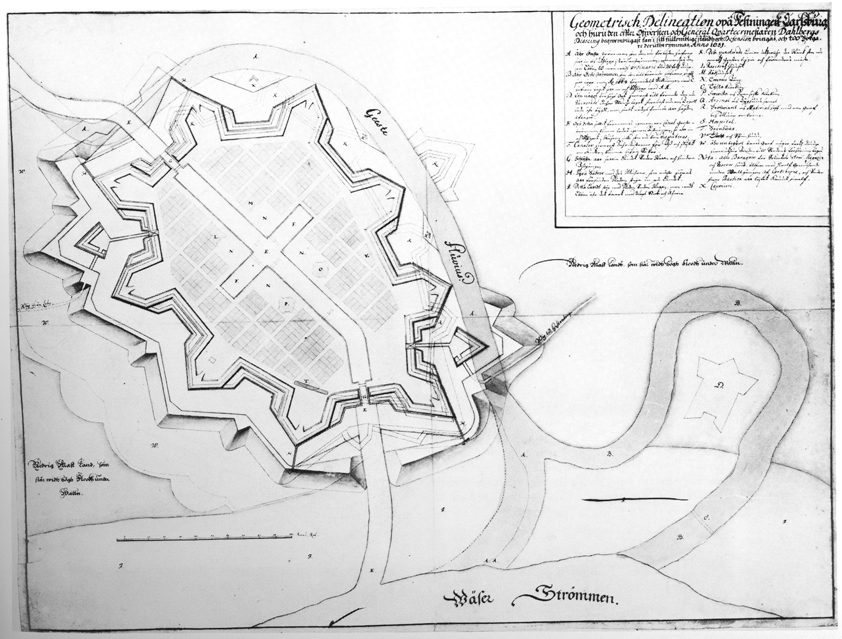
Der überarbeitete Plan Carlsburgs nach dem Entwurf von Erik Dahlberg

Als nach dem Frieden von Saint-Germain das Gebiet 1679 wieder an Schweden fiel, wurde ein neuer Versuch zur Stadtgründung in Carlsburg unternommen. Doch auch dieses Mal stellten sich Schwierigkeiten ein: 1681 scheitert eine Wiederaufbauinitiative unter Leitung des Hamburger Kaufmanns Philip Henrich Knochenhauer. Daraufhin ließ König Karl XI. 1683 besondere Privilegien für Carlsburg verfassen und veröffentlichen, um Siedler aus Frankreich und den Niederlanden anzulocken.
Im Zuge dieser Aktivitäten überarbeitete der schwedische Festungsbaumeister Erik Dahlberg den ursprünglichen Entwurf von Jean Mell. Er konzipierte Carlsburg dabei noch stärker im Sinne einer Idealstadt. Die Mitte des Ortes sollte ein kreuzförmiger Hafen bilden, um den herum sich vier gleich große Teilplätze anordneten, die zusammen ein Quadrat formten. Mit den zwei freistehenden Kirchen – der schwedischen und der deutschen – korrespondierten am anderen Ende der Fläche die repräsentativen Bauten des Rathauses und des Residenzhauses. Das symmetrische Straßenraster sah 400 Bauplätze für Privathäuser vor. Diagonal zum Straßenraster sollten sich die Stadttore nach Lehe (im Norden) und Geestendorf (im Süden) gegenüberliegen. Als eine bedeutende Veränderung zu früheren Entwürfen sah sein Plan darüber hinaus die Umleitung der Geeste direkt durch die Stadt vor – eine Idee, die an das Modell der holländischen Grachten anknüpft; die Breite des Kanals entsprach dabei genau der Breite eines Bauplatzes. Das Projekt wurde jedoch nicht in die Tat umgesetzt, die begonnenen Arbeiten wieder eingestellt.
Nach den gescheiterten Gründungsversuchen der 1670er und 1680er Jahre wollte der ab 1697 in Schweden regierende König Karl XII. die Pläne abermals aufgreifen, konnte jedoch die notwendigen Mittel dazu nicht bereitstellen. 1700 wurden schließlich die letzten Kanonen aus Carlsburg nach Stade gebracht und das Projekt damit endgültig aufgegeben.

## Überreste

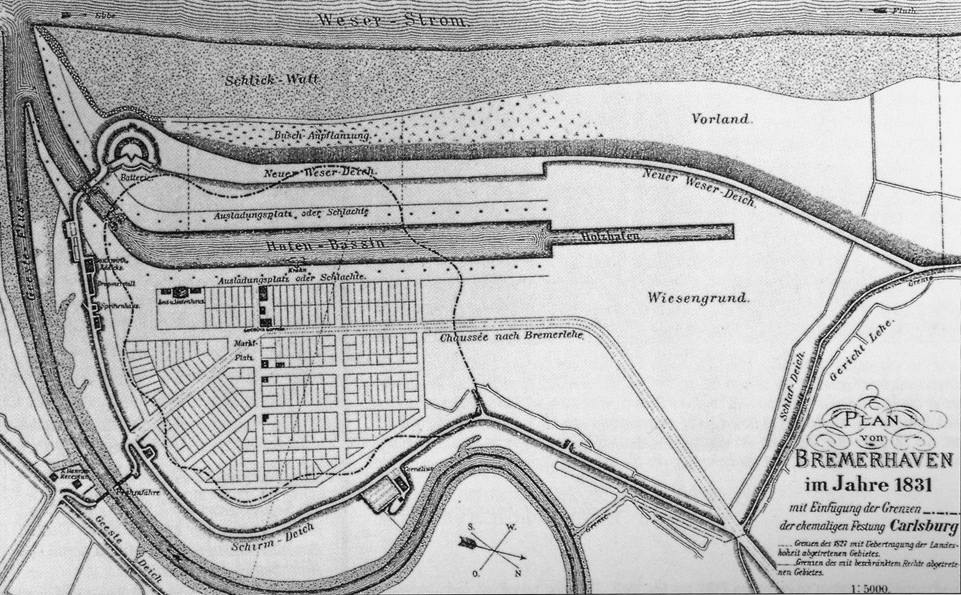
Karte von Bremerhaven aus dem Jahr 1831. Die Umrisse des ehemaligen Carlsburg sind als gepunktete Linie verzeichnet

Im Zuge des Großen Nordischen Kriegs fiel das Gebiet an der Wesermündung 1711 zunächst an Dänemark und 1715 dann an Hannover. 1812 errichteten die Franzosen eine Schanze auf der südlichsten der ehemaligen Bastionen von Carlsburg. 1830 bis 1834 wurde an gleicher Stelle durch Hannover die halbkreisförmige Batterie Fort Wilhelm errichtet.
Bei der Gründung Bremerhavens 1827 sollen die Reste der Wälle von Carlsburg im Gelände noch deutlich zu erkennen gewesen sein. Sie wurden nach dem Erwerb des Gebietes durch Bremen bei der Anlage der neuen Hafenstadt planiert. Der Marktplatz Bremerhavens (heute Theodor-Heuss-Platz) lag dabei ungefähr im Zentrum der ehemaligen Festung. Erhalten haben sich in diesem ältesten Teil Bremerhavens die Straßennamen Karlsburg und An der Karlstadt. 1849 wurde hier das Auswandererhaus der Agentur des Kaufmanns Johann Georg Claussen errichtet, das ab 1891 von der Karlsburg-Brauerei genutzt wurde. Mit der Gründung der Hochschule Bremerhaven 1985 wurden die erhaltenen Teile des Gebäudes in das Haus K der Hochschule integriert.